# Mistrzostwa Unii Europejskiej w Boksie 2014
Mistrzostwa Unii Europejskiej w Boksie 2014 – Zawody bokserskie, w których udział mogą brać zawodnicy z krajów należących do Unii Europejskiej. Zawody trwały od 8 do 16 sierpnia w mieście Sofia, a zawodnicy rywalizowali w dziesięciu kategoriach wagowych.

## Medaliści
| Kategoria wagowa                | Złoto                    | Srebro             | Brąz                                |
| Waga papierowa (- 49 kg.)       | Georgi Andonov           | Štefan Mezei       | Manuel Cappai Hugh Myres            |
| Waga musza (- 52 kg.)           | Alexandru Rîşcan         | Elie Konki         | Viliam Tankó Kelvin de la Nieve     |
| Waga kogucia (- 56 kg.)         | Veaceslav Gojan          | Matti Koota        | Stefan Iwanow Viktor Gálos          |
| Waga lekka (- 60 kg.)           | David Oliver Joyce       | Otar Eranosyan     | Michal Zátorský Edgaras Skurdelis   |
| Waga lekkopółśrednia (- 64 kg.) | Vincenzo Mangiacapre     | Airin Ismetow      | András Vadász Dmitri Galagot        |
| Waga półśrednia (- 69 kg.)      | Simeon Chamow            | Eimantas Stanionis | Souleymane Cissokho Vasile Belous   |
| Waga średnia (- 75 kg.)         | Christian M'Billi Assomo | Michael O’Reilly   | Victor Corobcevschii Balázs Bácskai |
| Waga półciężka (- 81 kg.)       | Valentino Manfredonia    | Darren O’Neill     | Bakary Diabira Matúš Strnisko       |
| Waga ciężka (- 91 kg.)          | Igor Jakubowski          | Lewan Guledani     | Victor Ialimov Tadas Tamašauskas    |
| Waga super-ciężka (+ 91 kg.)    | Fraser Clarke            | Guido Vianello     | Tony Yoka Mikheil Bakhtidze         |